# Miniera di Ngwenya

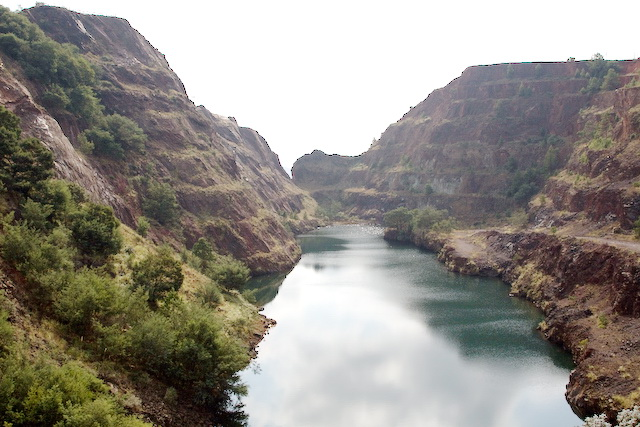
La miniera di Ngwenya

La miniera di Ngwenya è una miniera situata presso la catena del Bomvu, a nordovest di Mbabane, e presso il confine nordoccidentale dello Swaziland. Questa miniera viene considerata una delle più antiche del mondo. Il deposito di ematite veniva sfruttato già durante la parte centrale dell'età della pietra per l'estrazione di ocra, mentre in seguito fu estratto ferro per fusione e per esportazione.

## Storia dell'attività estrattiva
Nella miniera sono stati rinvenuti numerosi artefatti dell'età della pietra durante gli scavi archeologici svolti a cavallo tra anni sessanta e settanta. La loro età, calcolata col metodo del carbonio-14, è di oltre 20000 anni. La stessa tecnica, in seguito, permise di datare la prima attività estrattiva a 41000-43000 anni fa. Questo dato rende Ngwenya la più antica miniera conosciuta. Il sito era noto ai primi uomini per i suoi depositi di ematite rossa e speculare, utilizzati per cosmetica e durante i riti religiosi.
L'ocra veniva estratta da questo sito dagli antenati dei San, ed era utilizzata per la pittura rupestre, comune in Swaziland. A partire dal 400 circa, le tribù di pastori Bantu giunsero in questa zona da nord. Già conoscevano la fusione del ferro, e commerciarono il loro ferro in tutto il subcontinente.

## Attività estrattiva moderna
A metà del XIX secolo fu trovato ferro con una concentrazione fino al 60%. La Swaziland Iron Ore Development Company (SIODC), di proprietà della Anglo American, iniziò i lavori di estrazione nel 1964. Un contratto decennale stipulato con una compagnia giapponese la resero il più grande consumatore di ferro. Lo sfruttamento della cava a cielo aperto durò dal 1964 al 1977, contribuendo allo sviluppo economico della zona grazie alla creazione di una linea ferroviaria che univa la miniera al Mozambico, e ad una supplementare rete elettrica. È stimato che siano state estratte dalla miniera 20 000 000 di tonnellate di ferro.